# Wormaldia anilla
Wormaldia anilla är en nattsländeart som först beskrevs av Ross 1941.  Wormaldia anilla ingår i släktet Wormaldia och familjen stengömmenattsländor. Inga underarter finns listade i Catalogue of Life.